# Salih Mahmoud Osman
Salih Mahmoud Osman, född 1957 i Darfur, är en sudanesisk människorättsjurist. 
Salih Mahmoud Osman kommer från området Jebel Marra i centrala Darfur. Han har gett gratis juridisk rådrådgivning till offer för etniskt våld i Sudan sedan mer än 20 år. 
År 2007 fick Salih Mahmoud Osman Sacharovpriset för tankefrihet.  
Han har satts i fängelse tre gånger för sitt arbete för mänskliga rättigheter, men inte åtalats för brott.
Sedan 2006 är Salih Mahmoud Osman medlem av det sudanesiska parlamentet.